# 피터 보일
피터 보일(Peter Boyle, 1935년 10월 18일 ~ 2006년 12월 12일)은 미국의 배우이다.

## 출연 작품
- 택시 드라이버 - 위저드 역
- 당신이 잠든 사이에